# 세실 켈리 임계 사고
세실 켈리 임계사고(영어: Cecil Kelley criticality accident)는 1958년 12월 30일 미국 뉴멕시코주 로스앨러모스 국립 연구소에서 일어난 임계사고이다. 역사상 원자로 외부에서 일어난 임계사고 10건 중 하나이다. 1958년 사고 당시에는 6월 16일 미국 테네시주 오크리지의 Y-12 국립보안구역 임계사고, 10월 15일 유고슬라비아 베오그라드의 빈차 핵연구소 임계사고에 이어 역사상 3번째로 일어난 임계사고이다. 액체 시약에 용해된 플루토늄 화합물에 임계 반응이 일어나 사고로 화학자 세실 켈리가 급성방사선증후군으로 35시간 만에 사망했다.

## 사고 전개
세실 켈리(영어: Cecil Kelley, 1920년 10월 16일~1958년 12월 31일)는 11년의 경력을 가진 38세의 화학연구자로 연구 경력의 절반 이상을 로스앨러모스 실험실에서 근무했다. 켈리의 주요 연구 중 하나는 1,000L 정도 되는 스테인레스제 혼합 탱크를 운용하는 것이었다. 탱크 내에는 다른 실험과 연구 도중 남은 잔류 플루토늄-239와 재사용을 위해 회수할 목적으로 다양한 유기 용매와 산이 녹아 있는 수용액이 있었다. 순수한 형태와 상온의 온도, 압력 조건에서 플루토늄은 단단하고 은빛으로 보이는 금속이다. 공기에 노출되면 빠르게 변색되며 염산, 아이오딘산, 과염소산 등에 쉽게 용해된다.
사고 당일 혼합 탱크 안에는 부식성이 강한 질산과 용기 부식을 막기 위한 안정화용 수용성 유기용매에 용해된 플루토늄(용매 1L 당 플루토늄 0.1g 이하)이 있었으며 핵화학자들은 이런 용액을 린(lean)이라고 불렀다. 하지만 플루토늄 폐기물이 탱크 내로 최소 2번 이상 "부적절한 투입"이 일어나(다만 이것이 의도적이라는 것에 대한 출처는 없거나 대중에게 공개되지 않았으며 세실 켈리도 의심했거나 목격했다는 근거가 없다.) 탱크 내 플루토늄의 농도는 일부 영역에선 원래 가정한 상태보다 대략 200배 더 높았다. 게다가 용액 내 용질도 고르게 섞이지 않아 용액 위쪽은 플루토늄 3kg 이상이 함유되어 매우 농도가 높았고 켈리가 무슨 행동을 하기 전에도 이미 임계질량에 가까웠다.
한편 켈리가 혼합 탱크를 작동시키자 용액이 소용돌이 치고 거품이 일기 시작했다. 탱크 내에 밀도가 높은 수용액 층은 바깥쪽으로 밀려나 그릇처럼 감싸졌고 밀도가 낮은, 플루토늄이 농축된 층은 용기 중심을 향해 소용돌이쳤다. 이상적인 특성 중 임의의 핵분열 물질이 임계 질량을 돌파할 수 있는 가장 이상적 형태는 표면적이 제일 작은 구 모양을 띄는 것이다. 플루토늄의 농도가 높은 용액은 구형은 아니었지만 소용돌이가 용액을 중심부로 모이게 만들고 이에 부피당 밀도가 증가한데다 이를 둘러싼 물층이 중성자 반사율을 높여 용해된 플루토늄은 대략 1초 내에 임계 질량을 돌파하여 임계 반응을 일으켰다. 혼합물 내의 중성자가 충분한 빈도로 플루토늄 원자핵을 때려 핵분열이 일어나고 중성자를 방출하는 핵 연쇄 반응은 대략 200밀리초(0.2초)만 지속되었으나 연쇄 반응이 일어나는 순간 엄청난 양의 중성자와 감마선이 방출되었다. 이러한 통제되지 않은 핵에너지 방출 현상을 임계사고라고 부른다. 3초도 안되어 혼합물 층이 완전히 분산되어 임계 반응이 정지되었다.

## 피폭
세실 켈리는 임계사고가 일어났을 당시 사다리에 발을 디딘 채 탱크에 있는 전망창을 통해 혼합 탱크 내의 내용물을 바라보고 있었다. 실험실 내에 작업하고 있던 또 다른 기술자 2명은 푸른 빛이 번쩍거리며 큰 소리가 나는 체렌코프 효과를 보았다. 켈리는 신경계와 의식 이상을 겪었거나 사다리에서 발을 헛딛는 등의 이유로 땅에 떨어졌다. 켈리는 혼란스러워했으며 혼합 탱크의 스위치를 껐다 켰다를 반복하다가 건물 밖으로 달려나갔다. 이후 다른 기술자가 눈 속에서 운동실조 상태에 빠진 채 "온 몸이 불타고 있어!"만 연신 외치는 켈리를 발견하였다.
당시에는 혼합 탱크에 임계 반응이 일어났을 것이라고는 전혀 생각하지 못했기 때문에 기술자들은 켈리가 알파 붕괴 현상에 노출되거나 산성 수조 등에 빠진 사고라고 생각하고 그를 화학 물질을 씻어내는 샤워실에 데려가고선 믹서의 스위치를 완전히 껐다. 켈리가 거의 무의식 상태에 있다는 것이 확인되며 추가 직원들이 현장에 도착했다. 당시 켈리는 급성방사선증후군의 전형적 증상으로 얼굴이 밝은 분홍색으로 떠버리는 홍반 증상을 보이고 있었다.
로스앨러모스 내에서 일어난 방사선 물질과 관련된 모든 사고는 즉각 방사선 감시팀이 조사해야 했다. 켈리를 응급실에 대려가기 전 조사원들은 혼합 탱크가 있는 방을 조사하였고 플루토늄에서 방출된 알파선을 감지할 수 있는 방사선 검출기로 조사하였다. 플루토늄 혼합물이 탱크 밖으로 나갔을 경우 알파선 활동이 방 구석구석에 있어야 했으나 아무것도 발견하지 못했다. 18분 후 감시팀은 감마선 관측을 시작했고 곧이어 혼합 탱크 근처에서 시간당 수십 라드(rad)에 해당하는 매우 강한 감마선을 관측하였다. 이런 강력한 감마선은 매우 많은 핵분열 생성물에서만 생성할 수 있었다. 다른 기술자들이 설명할 수 없는 강한 빛을 보았다고 증언하면서 곧 임계사고가 발생했음을 확인하였다.

## 켈리의 치료와 사망
사고 후 첫 1시간 40분 동안 켈리는 일관성 없이 혼란스러워 했으며 몇 번씩 구토와 구역질을 반복하였다. 페티딘 투여 결과 불안 증세가 나아지면서 곧이어 안정을 되찾으며 의식을 회복해 정상적으로 대화할 수 있게 되었고, 맥박을 측정하고 피를 뽑을 수 있었다. 당시 측정한 맥박은 분당 160회, 혈압은 80/40이었다. 몸에서는 방사선 검출기로 검출 가능한 감마선을 방출하고 있었고 토사물과 대변에서도 방사선이 검출되었다. 피폭 1시간 40분 후 시행한 혈액 검사 결과 혈액의 여러 원소들이 방사선화되어 소듐-24가 검출되었고 켈리는 고속 중성자선에 9 그레이(Gy), 감마선에 27 Gy, 총 36 Gy의 방사선에 노출되었다. 성인 남성의 경우 조사되지 않은 방사선에 2 Gy 정도 노출되면 방사성 증후군 증상이 일어나긴 하나 치명적이진 않다. 반수 치사량은 2.4–3.4 Gy이며 조사량이 5 Gy 이상이면 거의 무조건 사망한다. 즉 켈리는 성인 남성의 치사량보다 7배 이상 강한 방사선을 맞았다.
응급실의 의료진들은 켈리의 고통을 덜어주기 위해 페티딘과 모르핀을 주사하였지만 이전 동물의 방사능 피폭 연구에 따르면 켈리의 죽음은 막을 수 없었음을 알고 있었다. 6시간도 안되어 혈액 내의 모든 림프구가 사라졌다. 피폭 24시간 후 골 생검을 실시한 결과 골수가 피 색깔이 보이지 않을 정도로 물에 가까우며 적혈구가 없는 불량 혈액만 생성함을 확인했다. 이에 대처하여 켈리에게 계속하여 수혈을 하였지만 의료적으로 도움을 주진 못했다. 피폭 2일차 밤이 되자 켈리는 복부의 통증을 점점 크게 느껴 약물로도 통제할 수 없었으며 정맥 주사가 의미없음으로 판명되어 주입이 중단되었다. 피폭 35시간 후 켈리는 심한 불안, 동요, 발한과 함께 피부가 벗겨지며 맥박이 불규칙해지다가 심부전증으로 사망했다.

## 같이 보기
- 맨해튼 계획